# Sons and Daughters (Star Trek: Deep Space Nine)
"Sons and Daughters" és el tercer episodi de la sisena temporada de la sèrie de televisió de ciència-ficció estatunidenca Star Trek: Deep Space Nine, el 127è de tota la sèrie. Originalment es van emetre en redifusió a partir del 13 d'octubre de 1997. El guió fou escrit per Bradley Thompson i David Weddle i fou dirigit per Jesús Salvador Treviño. És el tercer episodi de l’arc argumental inicial de sis episodis, que comença poc després dels esdeveniments de l'episodi anterior.
Ambientada al segle XXIV, la sèrie segueix les aventures a Espai Profund 9, una estació espacial situada prop d'un forat de cuc estable entre els Quadrants Alfa i Gamma de la Via Làctia, prop del planeta Bajor, mentre els bajorans es recuperen d'una brutal ocupació de dècades pels imperialistes cardassians. El Quadrant Gamma acull un imperi hostil conegut com el Domini, governat pels Fundadors que canvien de forma. Durant l'arc argumental inicial de la sisena temporada, l'hostil Domini controla l'estació, i la seva tripulació habitual de la Flota Estel·lar lluita la Guerra del Domini en altres llocs.
En aquest episodi, l'oficial klingon Worf ha d'aprendre a relacionar-se amb el seu fill Alexander Rozhenko, del qual està separat, quan aquest últim s'allista a l'exèrcit klíngon; mentrestant, Tora Ziyal, la filla mig bajorana del líder cardassià Gul Dukat, es troba atrapada entre el seu amor pel seu pare i la seva amistat amb l'oficial bajorana Kira Nerys.
L'episodi presenta una actuació de Gabrielle Union en un paper secundari com una de les companyes de tripulació klíngon d'Alexander, alguns anys abans que es fes famosa pel seu paper a la pel·lícula A totes.

## Argument
El capità Benjamin Sisko i la seva tripulació han estat rescatats del planeta on van ser abandonats a l'episodi anterior, per la nau del general klíngon Martok, el Rotarran, on Worf és el primer oficial. Després de deixar la tripulació de Sisko, el "Rotarran" recull alguns nous reclutes, inclòs el fill separat de Worf, Alexander, que s'ha unit a la Força de Defensa Klíngon sense el coneixement del seu pare.
Worf i Alexander discuteixen sobre la motivació d'Alexander per unir-se a l'exèrcit. Worf li diu a Alexander que havia acceptat que el seu fill no té el cor d'un guerrer, i ara està confós per la determinació d'Alexander de lluitar. Més tard, un altre membre de la tripulació es burla d'Alexander per haver estat criat per humans, i esclata una baralla. Worf interromp el combat, per por que Alexander resulti ferit o mati; Alexander se ressent de la interferència de Worf, i Martok el renya per això. Més tard, Alexander s'humilia encara més quan confon un programa de simulació amb un atac a la nau.
Worf intenta entrenar el seu fill en combat, però la sessió d'entrenament es converteix ràpidament en una discussió. Alexander pregunta si el seu pare té previst enviar-lo lluny una altra vegada, i diu que Worf s'alegrarà quan sigui mort. En un intent d'apaivagar la tensió entre Worf i Alexander, Martok reassigna Alexander a una nau de transport, cosa que provoca una altra confrontació. Aquesta és interrompuda per un atac als "Rotarran" per part de naus del Domini.
Alexander es distingeix en la batalla subsegüent aturant una fuita de plasma, tot i que d'alguna manera acaba tancat en una habitació i necessita ser rescatat. Worf guanya un nou respecte pel seu fill, així com la comprensió que Alexander ha de triar el seu propi camí, i diu que intentarà ser un millor pare. L'episodi acaba amb Alexander unint-se a la Casa de Martok, com havia fet Worf.
Mentrestant, a Espai Profund 9, Dukat porta la seva filla Ziyal a bord, amb l'esperança d'utilitzar l'afecte de Kira per Ziyal per apropar-la a ell. Quan l'art de Ziyal és acceptat en una prestigiosa exposició, Dukat convida Kira a una festa per celebrar-ho, enviant-li un vestit preciós com a regal. Kira es veu temptada breument per l'oferta de Dukat, però descobreix que no pot veure's a si mateixa amb el vestit i, enfadada, li'l retorna. Ziyal demana a Kira que no la faci triar entre ella i Dukat, però Kira li diu que no hi ha cap altra opció; Dukat és el seu pare.

## Actors convidats
- Marc Worden - Alexander Rozhenko
- Marc Alaimo - Gul Dukat
- J. G. Hertzler - Martok
- Melanie Smith - Tora Ziyal
- Casey Biggs - Damar
- Sam Zeller - Ch'Targh
- Gabrielle Union - N'Garen

## Recepció
Keith DeCandido, en una ressenya de l'episodi el 2014 per a Tor.com, li va donar una puntuació de cinc sobre deu. No li va agradar la part de l'episodi centrada en Alexander, descrivint l'actuació de Marc Worden com a envarada i la història com una "pèrdua de temps", però va elogiar la història de Ziyal i l'actuació de Marc Alaimo com a Dukat. A Zack Handlen, escrivint per a The A.V. Club el 2013, li va agradar més l'episodi; va trobar l'actuació de Worden adequada per al personatge i va descriure la narrativa com a "raonable, però imperfecta", i va agrair la història de Ziyal per il·lustrar "la seducció del mal".
Una guia de marató de sèries del 2015 per a Star Trek: Deep Space Nine de Wired recomanava no saltar-se aquest episodi essencial..
El 2018, SyFy recomanava aquest episodi per la seva guia abreujada d'episodis amb el personatge Kira Nerys. Ho recomanen com a part d'una seqüència de set episodis que inclou "Call to Arms," "A Time to Stand," "Rocks and Shoals," "Sons and Daughters," "Behind the Lines," "Favor the Bold" i "Sacrifice of Angels"; això inclou el final de la temporada 5 i els primers sis episodis de la temporada 6.